# آنا ویلیامز
آنا ویلیامز (به انگلیسی: Anna Williams) یکی از شخصیت‌های ساختگی مجموعه بازی‌های ویدئویی تکن است که توسط شرکت باندای نامکو انترتینمنت ساخته شده است. او خواهر گستاخ، خودشیفته و کوچکتر نینا ویلیامز است. آنا برای اولین بار در تکن ۱ ظاهر شد و تنها در تکن ۴ حضور نداشت. سبک مبارزه او مانند خواهرش نینا ویلیامز، سبک آیکیدو و هنرهای رزمی مربوط به آدمکشی است. آنا در مجموعه تکن قصد رقابت با خواهرش نینا را دارد.

## زندگی‌نامه

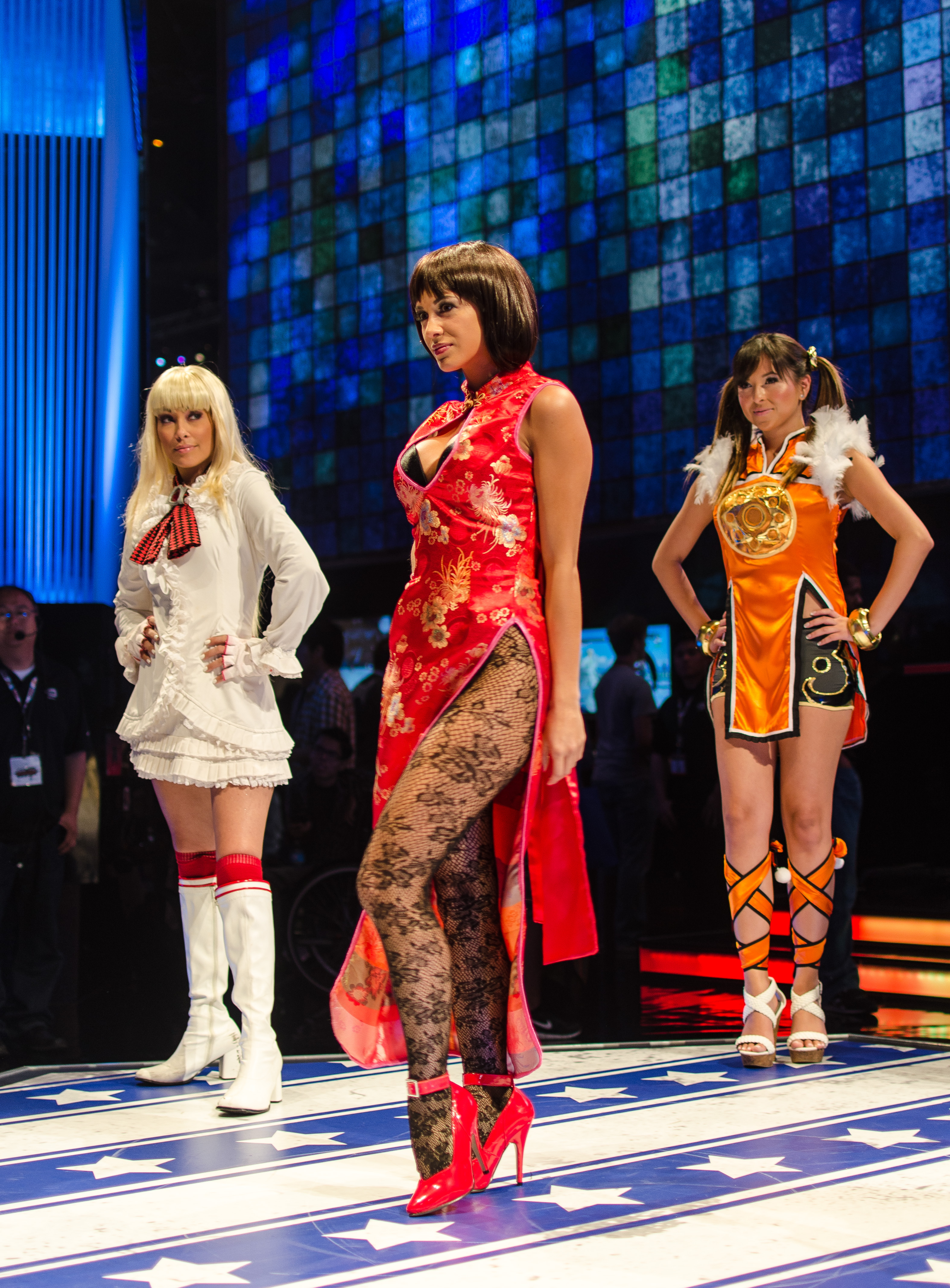
ال ناوارو در نقش آنا ویلیامز در نمایشگاه رسانه و تجارت ای۳ در سال ۲۰۱۲

آنا ویلیامز خواهر کوچکتر نینا ویلیامز است. آنا به دلیل علاقهٔ پدرش به نینا، به او حسادت می‌کند. چیزی نمی‌گذرد که پدر نینا و آنا یعنی ریچارد ویلیامز می‌میرد و آنا، خواهرش نینا را متهم به مرگ پدرش می‌کند. هر دو خواهر به سبک آیکیدو مبارزه می‌کنند، اما آنا بیشتر از مادرش تکنیک‌های مبارزه را می‌آموزد.

### تکن ۲
آنا ویلیامز برای محافظت از کازویا میشیما وارد تکن ۲ می‌شود. کازویا برای مبارزه وارد مسابقه‌ای می‌شود و آنا نیز برای محافظت از کازویا به مسابقه می‌رود. آنا در مسابقات چهرهٔ نینا را می‌بیند. نینا و آنا شروع به مبارزه می‌کنند ولی هر دو در حین مبارزه بیهوش شده و برای پروژه خواب سرد مورد آزمایش قرار می‌گیرند.

### تکن ۳ و ۴
آنا و خواهرش نینا پس از۱۵ سال از خواب سرد بیدار می‌شوند. آنا هنوز حافظهٔ گذشته‌اش را دارد، ولی نینا دچار اختلال یادزدودگی شده و گذشته‌اش را فراموش کرده است برای همین انا او را به سر قبر پدرشان می‌برد تا نینا حافظه اش رابه دست بیاورد اما نینا اینکه از خواهرش متنفر بوده را به یاد می‌آورد و انارا با یک ضربه به زمین انداخته و از قبرستان بیرون می‌رود و انا مات و مبهوت به او نگاه می‌کند. نینا وارد تکن ۴ می‌شود، اما آنا به دلیل نداشتن آمادگی وارد تکن ۴ نمی‌شود.

### تکن ۵
آنا پس از بیدار شدن خواهرش نینا ویلیامز از خواب سرد احساس می‌کند در زندگی چیزی را از دست داده است. پس از مدتی از نینا تماسی دریافت می‌کند و چند روز بعد برای شکست او به ملاقاتش می‌رود، اما هیچ‌یک از آن‌ها موفق به شکست یکدیگر نمی‌شوند و تصمیم می‌گیرند در مسابقه مشت آهنی برای رقابت ظاهر شوند.

### تکن ۶
بالاخره آنا از خواهر بزرگترش نینا شکست می‌خورد و همین باعث رنجش او می‌شود. نینا با هدف مبارزه با مخالفان جین کازاما در شرکت میشیما زایباتسو استخدام می‌شود. آنا با دیدن موقعیت نینا در شرکت میشیما زایباتسو نزد کازویا میشیما می‌رود و در شرکت G که علیه شرکت میشیما زایباتسو است استخدام می‌شود.